# ダニエル・ステファンスキ
ダニエル・ボグダン・ステファンスキ（Daniel Bogdan Stefański、1977年7月7日 - ）はポーランドのサッカー審判員。国内トップカテゴリのエクストラクラサを担当するほか、2013年からは国際サッカー連盟 (FIFA) に国際審判員として登録され、欧州サッカー連盟 (UEFA) の1stカテゴリに位置付けられている。

## 来歴
2009年からエクストラクラサを担当。最初の試合は同年8月14日に行われたルフ・ホジューフ対アルカ・グディニャ戦。2013年にはFIFA国際審判員リストに登録され、同年10月15日に行われた2014 FIFAワールドカップ欧州予選・ハンガリー対アンドラの試合を担当した。
2015年にはポーランド・カップ決勝・レフ・ボズナン対レギア・ワルシャワの主審を担当。2017年には各国のサッカー協会に招聘され、日本ではJ1リーグ、サウジアラビアではサウジ・プロフェッショナルリーグ、スイスではスイス・スーパーリーグを担当した。